# Lucky People Center International
Lucky People Center International är en svensk dokumentärfilm från 1998 av Erik Pauser och Johan Söderberg.

## Handling
Filmen är en resa genom ett tjugotal länder där existentiella frågor behandlas och de medverkande har alla tagit ställning mot det moderna samhället och försöker göra människans tillvaro bättre.

## Om filmen
Filmen hade världspremiär på biograf Sture i Stockholm den 27 mars 1998.

## Medverkande
- Alexander Brenner
- Sogyal Rinpoche
- Björn Merker
- Annie Sprinkle
- Bruno Manser
- Sagbohan Danialou
- Erina Rhöse
- Neginha Valdice
- Pragati Sood
- Toyoshige Sekiguchi
- Djossou Dotche
- Djossou Hounsikpê Edwige
- Te Waka Huia
- Iwakichi Yamashita
- Noriko Yamashita
- Franklin Bearchild Eriacho
- Cashus D.
- The Penans of Sarawak
- Baba Ghi
- Toshiji Mikawa
- Gitagong Nonastery
- Mayuki Hino
- Mae Gloria
- Jai Singh Chandel
- Ortodoxa Kyrkan i Moskva
- Bill Clinton
- Marshall Applewhite
- Navajo Nation
- Kosakai

## Musik i filmen
- Let There Be Pleasure av Johan Söderberg och Erik Pauser
- Look Down av Johan Söderberg och Erik Pauser
- The Pulse av Johan Söderberg och Erik Pauser
- Chan Chan av Johan Söderberg och Erik Pauser
- Taiko-Monkey av Johan Söderberg och Erik Pauser
- Progress av Johan Söderberg och Erik Pauser
- Action av Johan Söderberg och Erik Pauser
- Constant Dance av Johan Söderberg och Erik Pauser
- Death av Johan Söderberg och Erik Pauser
- Haka av Bub Wehi och Te Waka Huia

## Utmärkelser
- 1999 - San Francisco International Film Festival - Hedersbetygelse, film och video internationell samhälle och kultur